# Gnosztikus ateizmus
A gnosztikus ateizmus olyan filozófia, amely a gnoszticizmust és az ateizmust foglalja magában. A gnosztikus ateista nem hisz Istenben vagy istenekben, és emellett azt állítja, hogy az Isten vagy istenek nemléte tudható is (pl. a logikai ellentmondásai miatt). A gnosztikus ateizmus nem összekeverendő az agnosztikus ateizmussal.
Az ateizmus a hit szempontjából, míg a gnoszticizmus/agnoszticizmus a tudás szempontjából nézi a kérdést. Másképp mondva: a propozíció, hogy Isten létezik, erre hit szempontjából két válasz adható, az, hogy valaki vagy hisz benne (teizmus), vagy nem (ateizmus). Az ateizmus, vagyis a hit hiánya mellett az erre vonatkozó tudás (gnosztikus) vagy annak hiánya (agnosztikus) egy másik episztemológiai folyamatra utal.
Tehát létezik agnosztikus ateizmus is, mely esetében valaki nem hisz istenben, és emellett azt állítja, hogy az Isten vagy istenek léte vagy nemléte nem tudható.
A kettő közti különbség:
- agnosztikus ateista: nem hisz Istenben vagy istenekben, de emellett azt állítja, hogy az istenek léte vagy nemléte nem tudható, vagy az erre vonatkozó tudás irreleváns vagy nem fontos.
- gnosztikus ateista: nem hisz Istenben vagy istenekben, és pl. logikai ellentmondásai miatt tudja is, hogy az adott isten nem létezik[1]